# James Rado
James Radomski, conhecido como James RaJado (23 de janeiro de 1932 - 21 de junho de 2022) foi um compositor, escritor e ator estadunidense.
Era o autor do espetáculo musical de sucesso Hair, juntamente com Gerome Ragni. Hair foi apresentada num espetáculo off-Broadway em outubro de 1967, e como espetáculo da Broadway em abril de 1968.